# Armoriale delle famiglie italiane (E)
Questo è l'armoriale delle famiglie italiane il cui cognome inizia con la lettera E.

## Armi

### Eb
| Stemma | Casato e blasonatura |
| ------ | --- |
|        | Ebano o Ebbano (Palermo) Titolo: nobile partito: semitroncato: nel 1º di azzurro al leone d'oro; nel 2º d'oro, a tre pali di rosso; nel 3º di azzurro, alla torre d'oro, aperta e finestrata del campo, murata di nero (citato in (4) – Vol. III pag. 15, in (11) e in (17)) partito: nel 1° d'azzurro, al leone d'oro; nel 2° troncato, sopra d'oro, a tre pali di rosso; sotto d'azzurro, aperta e finestrata del campo, murata di nero (citato in Mango) alias leone rampante di oro su azzurro - 3 pali di rosso su oro - torre di oro su azzurro merlata alla ghibellina aperta e finestrata del campo (citato in LEOM) Notizie storiche in Famiglie nobili di Sicilia.                                                                                                 |
|        | Ebner (Trieste) Titolo: Nobile del S. R. I. col predicato di Ebenthall interzato: in mantello, al primo di rosso al leone d'argento, rivolto; al 2º d'argento al leone di oro, entrambi i leoni impugnanti sulla linea della partizione uno stesso giglio dell'uno nell'altro; al 3º di azzurro al liocorno al naturale (citato in (4) – Vol. III pag. 15) liocorno rampante al naturale su azzurro - incappato partito di rosso e di argento - 2 leoni controrampanti uno di argento su rosso a sinistra e l'altro di oro sull'argento a destra tenenti un giglio partito di argento su rosso e di rosso sull'argento tra le anteriori (citato in LEOM) Cimieri: a destra il liocorno dello scudo; a sinistra il leone d'oro, impugnante un giglio partito d'oro e di rosso |
|        | Ebrardi o Berardi (Boyon) Titolo: consignori di Dosfraires Interzato in banda di rosso, d'azzurro e d'argento (citato in (10)) |
|        | Ebriachi (Firenze) D'argento, al palo d'azzurro (citato in (8)) |
|        | Eburneoli (Cesena) (la blasonatura non è stata ancora caricata) (citato in BLCW) Immagine in Blasone Cesenate. |

### Ec
| Stemma | Casato e blasonatura |
| ------ | --- |
|        | Ecardo (Venezia) (FR) D'azur, à un chardon feuillé d'or. (citato in http://www.euraldic.com/lasu/bl/bl_e_ca.html) |
|        | Eccheli (Belluno, Venezia) Titolo: Conte del S. R. I. col predicato del Dosso e della Viana inquartato: nel 1º e 4º di azzurro al leone coronato d'oro lampassato di rosso e tenente fra le zampe anteriori, una stella (6) di oro; nel 2º d'oro, alla roccia erbosa al naturale; nel 3º di rosso a tre colonne con capitelli d'oro ed accostate (citato in (4) – Vol. III pag. 16) leone rampante coronato di oro su azzurro tenente - stella (6 raggi) di oro tra le anteriori - roccia erbosa al naturale uscente dalla partizione su oro - 3 colonne con base e capitello di oro in palo poste in fascia su rosso (citato in LEOM) Cimieri: 1º un'aquila di nero, coronata d'oro, linguata di rosso, armata d'oro; 2º il leone dello scudo, nascente; 3º un'aquila di nero coronata d'oro, linguata di rosso, con la testa rivoltata ed armata d'oro Sostegni: due grifi rampanti, troncati d'azzurro e d'oro |
|        | Eccher dall'Eco (Fondo (Trento)) Titolo: Nobile delS. R. I. col predicato di Marienberg (Monte Santa Maria) inquartato: alla croce patente d'azzurro sulla inquartatura; nel 1º e 4º di nero a due frecce piumate di argento e poste in decusse; nel 2º e 3º d'oro al turco, nel 3º punto rivoltato, con faretra in spalla e scimitarra al fianco con arco teso e freccia in mano in atto di scagliarla in su, con turbante rosso in testa; sul tutto d'oro alla Vergine circonfusa di gloria, tenente nella mano destra lo scettro; sul braccio sinistro il Bambino Gesù (citato in (4) – Vol. III pag. 16) Beata Vergine Maria al naturale aureolata di oro tenente con la destra uno scettro e con la sinistra il Bambino Gesù su scudetto di oro su - croce patente di azzurro accantonata da - 2 coppie di frecce incrociate di argento su nero affrontate con le punte alla tedesca - 2 turchi con turbante di rosso e faretra di argento sulla spalla tenenti con le mani un arco incoccato tutto al naturale affrontati alla tedesca su oro Eccher Dall'Eco (citato in LEOM) Cimiero: il turco dello scudo |
|        | Echante (Francia) (la blasonatura non è stata ancora caricata) (citato in DAlena) |
|        | Economo (Trieste) Titolo: Barone dell'I. A. col predicato di San Serff d'azzurro alla croce patriarcale d'argento trifogliata, accostata da due aquile al naturale armate di oro, colle ali abbassate, contromiranti e posanti sul monte di tre cime di verde (citato in (4) – Vol. III pag. 17) croce patriarcale trifogliata di argento uscente dalla punta su azzurro affiancata da - 2 aquilotti affrontati al naturale ali (volo) abbassate posti ognuno su un monte a 3 cime di verde uscente dalla punta su azzurro (citato in LEOM) Cimiero: la croce dello scudo posta fra un volo di azzurro Motto: Recte et perseveranter |
|        | Economo (Vienna) Titolo: Conte inquartato: al 1º e 4º di rosso alla civetta al naturale; al 2º e 3º d'azzurro con la croce patriarcale d'oro, sostenuta in basso a destra da un puntello, pure d'oro (citato in (4) – Vol. III pag. 18) civetta al naturale in maestà su rosso - croce patriarcale trifogliata di oro sostenuta in basso da una sbarra scorciata dello stesso su azzurro (citato in LEOM) Motto: Nil timeo nisi Deum |

### Ef
| Stemma | Casato e blasonatura |
| ------ | --- |
|        | Effrem di azzurro al leone di oro accompagnato in capo da un lambello a 5 pendenti di rosso ed attraversato da una banda del medesimo caricata da 3 foglie di palma d'oro (citato in (4) – pag. 387) |

### Eg
| Stemma | Casato e blasonatura |
| ------ | --- |
|        | Egen (Terlano (Trento)) Titolo: Nobile di azzurro al destrocherio uscente dal lato inferiore dello scudo, vestito di oro a sbuffi, posto in banda, tenente con la mano di carnagione, una bandiera d'oro, caricata della croce di S. Andrea, di rosso, accantonata da 4 ferri arroventati (citato in (4) – Vol. III pag. 18) braccio destro vestito a sbuffi di oro uscente da destra afferrante con la mano di carnagione una bandiera di oro caricata di una croce di Sant'Andrea di rosso accantonata da 4 rettangolini dello stesso tutto su azzurro (citato in LEOM) Cimiero: il braccio dello scudo |
|        | Eggenberg (Storia) Titolo: signori di Livorno Vercellese D'argento, alla corona d'oro in abisso, con tre corvi di nero, coronati d'oro, volanti, ordinati in pergola, con i becchi rivolti alla corona alias D'argento, alla corona d'oro in abisso con tre corvi di nero, coronati d'oro, volanti, ordinati in pergola con i becchi rivolti alla corona, sul tutto di uno scudo di sei quarti di Rosemberg, Gradisca, Aquileia, Adelsberg, Pettau e Radskersburg (citato in (10)) |
|        | Egidi (Fermo, Montefiore, Macerata) di azzurro al monte di tre cime d'oro all'italiana ristretto, sormontato da tre gigli male ordinati, gli inferiori posti a scaglione, il tutto d'oro (citato in (4) – Vol. III pag. 19) monte a 3 cime di oro sormontato da - 3 gigli posti a ventaglio dello stesso su azzurro (citato in LEOM) |
|        | Egidi (Montefalco) (troncato in scaglione d'azzurro, alla stella di sei raggi d'oro, e di rosso, al pugnale alto d'argento manicato d'oro e accompagnato da due gigli dello stesso) (citato in Degli Abbati) |
|        | Egidi (Cesena) (la blasonatura non è stata ancora caricata) (citato in BLCW) Immagine in Blasone Cesenate. |

### El
| Stemma | Casato e blasonatura |
| ------ | --- |
|        | Elci (Sicilia) d'oro, con un'aquila bicipite coronata di nero (citato in (17)) Notizie storiche in Famiglie nobili di Sicilia. |
|        | Elefante (Napoli, Barletta) Titolo: nobili d'azzurro all'elefante al naturale, una torre d'argento finestrata di nero (citato in (11)) elefante passante al naturale sostenente torre di argento aperta e finestrata di nero su azzurro (citato in LEOM) |
|        | Elefantino (Sicilia) d'azzurro, con un elefante d'oro dentato dello stesso, cinghiato e gualdrappato di nero, caricato di una torre d'oro, aperta e finestrata di nero (citato in DAlena e in (17)) Notizie storiche in Famiglie nobili di Sicilia. |
|        | Elia (Roma, Torino) Titolo: conti d'azzurro alla banda scaccata di tre file d'argento e di nero, bordata d'oro, accompagnata in capo da un montante d'oro, ed in punta da una stella d'oro a cinque punte (citato in (4) – Vol. III pag. 19) D'azzurro, alla banda scaccata d'argento e di nero, di tre file di venticinque pezzi, bordata d'oro, accompagnata in capo da un crescente rivoltato, e in punta da una stella, il tutto d'oro (citato in (10)) banda scaccata di nero e di argento (3file) bordata di oro su azzurro - luna rivolta di oro a destra - stella (5 raggi) di oro a sinistra su azzurro (citato in LEOM) Cimiero: il leone accovacciato con la testa in maestà. Ornamenti da conte, cercine e svolazzi d'oro, d'argento, d'azzurro e di nero Motto: In spe offendere nescit |
|        | Elia (Costigliole) Titolo: consignori di Costigliole D'azzurro, alla banda scaccata d'argento e di rosso di tre pezzi, accompagnata in capo da un crescente rivoltato, d'argento, e in punta da una stella (6), d'oro (citato in (10)) |
|        | Elia (Fossano) D'azzurro, alla sbarra scaccata d'argento e di nero, accompagnata in capo da un crescente montante, e in punta da una stella (8), il tutto d'oro Motto: In spe offendere nescit (citato in (10)) |
|        | Eliona (Saluzzo) Grifone (citato in DAlena) |
|        | Elioni o Ellioni poi Ricchiardi (Saluzzo) D'azzurro, al grifone d'oro (Immagine nella Raccolta stemmi Trippini (JPG).) alias Di nero, al grifone d'oro, armato e linguato di rosso Motto: Recordatus misericordiae suae (citato in (10)) |
|        | Elisei (Roma, Foligno) partito: al 1º d'argento alla testa e collo di bufalo al naturale; al 2º d'oro al leone di rosso (citato in (4) – Vol. III pag. 21) testa di bufalo al naturale su argento - leone rampante di rosso su oro (citato in LEOM) |
|        | Elisei (Firenze) Losangato d'oro e d'azzurro (citato in (8)) (DE) Gold-blau gerautetes Feld (citato in (19)) alias Troncato: nel 1º losangato d'oro e d'azzurro; nel 2º d'argento pieno (citato in (8)) |
|        | Elisei (Toscana) (DE) Gold-schwarz gespalten und überdeckt von 1 silbernen Balken (citato in (19)) |
|        | Elisi (Nizza) Titolo: baroni Partito, al 1° d'argento, al pugnale d'oro, in palo, cucito, fra da due rami d'alloro, al naturale, decussati in punta, al 2° d'azzurro, al leone d'oro, linguato di rosso, sostenuto da un monticello di verde (citato in (10)) |
|        | Elisi (Toscana) (DE) Unter 1 blau-gold gerauteten Schildhaupt in rot-blau geviertem Feld 1 silberner Balken (citato in (19)) |
|        | Elmi (Foligno, Costanza (Baden), Montefalco) Titolo: Nobili di rosso, a quattro elmi d'argento (1, 2, 1) sormontati ciascuno da tre stelle d'oro (8) male ordinate (citato in (2) – pag. 237 e in DAlena) alias di rosso, a quattro elmi al naturale (1, 2, 1) sormontati ciascuno da tre stelle d'oro (8) male ordinate (citato in (4) - Vol. III pag. 21) 4 elmi di profilo al naturale posti 1,2,1 su rosso ciascuno sormontato da - 3 stelle (8 raggi) di oro poste 1,2 su rosso (citato in LEOM) |
|        | Elmi (Cesena) (la blasonatura non è stata ancora caricata) (citato in BLCW) Immagine in Blasone Cesenate. |
|        | Elti o Helt (Gemona, Gorizia, Roma, Venezia) Titoli: Nobile, Conte di Rodeano inquartato: al 1º e 4º di nero alla sbarra d'argento carica di una freccia di rosso; al 2º e 3º di rosso al selvatico di carnagione, posto in maestà, tenente colla destra una clava d'oro abbassata (citato in (4) – Vol. III pag. 21) freccia punta in alto di rosso su sbarra di argento su nero - buon selvaggio al naturale in maestà con la clava di oro abbassata in destra su rosso (citato in LEOM) Cimieri: 1º il cane bracco, rivoltato, al naturale, nascente, carico di un palo di argento, sovraccarico di una freccia di rosso; 2º un selvatico di carnagione, nascente, tenente nella mano destra una freccia di rosso posta in sbarra, abbassata e colla sinistra, appoggiata al fianco, un arco al naturale Motto: Fides ac virtus |
|        | Elti o Helt (Muzzana del Turgnano) Titoli: Nobile, Conte di Rodeano freccia di rosso in sbarra su sbarra di argento su nero punta in alto - 2 "buon selvaggio" alla tedesca su ristretto di verde tenente il primo nella destra e il secondo nella sinistra una picca tutto al naturale su rosso (citato in LEOM) |
|        | Elti Zignoni (Muzzana del Turgnano (Udine)) Titoli: Nobile, Conte di Rodeano inquartato: al 1º e 4º di nero alla sbarra d'argento carica di una freccia di rosso; al 2º e 3º di rosso al selvatico di carnagione, posto in maestà, tenente colla destra una clava d'oro abbassata Cimieri: 1º il cane bracco, rivoltato, al naturale, nascente, carico di un palo di argento, sovraccarico di una freccia di rosso; 2º un selvatico di carnagione, nascente, tenente nella mano destra una freccia di rosso posta in sbarra, abbassata e colla sinistra, appoggiata al fianco, un arco al naturale Motto: Fides ac virtus (citato in (4) – Vol. III pag. 22) |
|        | Elti Zignoni o Helt Zignoni (Muzzana del Turgnano (Udine)) freccia di rosso in sbarra su sbarra di argento su nero punta in alto - 2 "buon selvaggio" alla tedesca su ristretto di verde tenente il primo nella destra e il secondo nella sinistra una picca tutto al naturale su rosso - cavaliere armato di tutte pezze al naturale su terrazzo di verde indicante con la spada impugnata in destra un giglio di argento in alto a sinistra su azzurro (citato in LEOM) |
|        | Elzenbaum (Termeno (Trento)) Titolo: Nobile del S. R. I. e di Wissenheim inquartato: nel 1º e 4º d'azzurro ad un colle di tre cime di verde, sostenente un leone di oro, lampassato di rosso, tenente con le zampe anteriori un ramo di loto fiorito al naturale; nel 2º e 3º di rosso a tre cunei di argento, elevantisi uno sopra l'altro e sostenenti un liocorno al naturale rampante ed in atto di spiccare il salto. Sul tutto uno scudetto d'argento alla fasci di rosso caricata della lettera L d'oro (citato in (4) – Vol. III pag. 23) lettera L maiuscola di oro su fascia di rosso su scudetto di argento su - leone rampante di oro tenente con la destra anteriore un fiore di loto al naturale su - 3 monti al naturale uscenti dalla punta su azzurro - 3 triangoli rovesciati un sull'altro in palo di argento cimati da - liocorno rampante al naturale su rosso (citato in LEOM) Cimieri: a destra: il leone nascente dello scudo; a sinistra: il liocorno dello scudo pure nascente |

### Em
| Stemma | Casato e blasonatura |
| ------ | --- |
|        | Emaldi (Lugo) Titoli: Conte Palatino, Patrizio di Ferrara d'azzurro alla fascia d'oro, accompagnata in capo da tre gigli dello stesso ordinati in fascia e in punta da un monte di tre cime d'argento (citato in (4) – Vol. III pag. 23) fascia di oro su azzurro - 3 gigli di oro posti in fascia in alto - 3 monti ristretti il centrale più alto di argento uscenti dalla punta su azzurro (citato in LEOM) |
|        | Emanuele o Manuele (Palermo, Salemi) Titolo: marchese di Villabianca, conte di Belforte; / marchese di Torralta, barone di San Leonardo, barone del Canalotto; / barone di San Giuseppe di rosso, al leone d'oro, tenente una banderuola di argento, crociata di rosso: con la bordatura composta di dodici pezzi alternati: d'argento, al leone di rosso, e di rosso alla mano d'aquila d'oro, tenente una spada d'argento (citato in (4) – Vol. III pag. 24, in (11) e in Mango) leone rampante di oro tenente tra le anteriori una bandiera di argento crociata di rosso su rosso - bordura scaccata di 6 leoni rampanti di rosso su argento e 6 mani di aquila di oro afferranti una spada posta in palo su rosso (citato in LEOM) Motto: Signifer vis et clementiae |
|        | Emanueli (Compiano) (la blasonatura non è stata ancora caricata) (citato in DAlena) |
|        | Emanuelli (Compiano) D'azurro ad un ramo di...(alloro?) di verde al naturale, posto in palo e sorgente dal vertice di un monte di 3 cime all'italiana di verde, il ramo caricato di un sinistrocherio vestito di verde ed uscente da una nuvola d'argento ed impugnante una spada dello stesso. Capo dell'impero (citato in DAlena) |
|        | Embroni o Embruni (Nizzardo) Titolo: consignori di Bojone D'azzurro, alla campagna al naturale e al sole d'oro nel cantone destro del capo (citato in (10)) |
|        | Emé Titolo: (con)signori di Nevâche D'azzurro, all'agnello passante d'argento, con il capo d'oro, carico di tre rincontri di vacca, di nero alias Di [...], all'agnello di [...], con il capo di [...] carico di tre teste di bue, di [...] alias Di [...], all'agnello di [...], sormontato da una salamandra coronata, di [...]. infiammata di rosso Motto: Vinco dulcedine robur - Vires dulcedine vinco - Sicut agnum mansuetus vinco dulcedine robur <nr/> (citato in (10)) |
|        | Emeri (Nizzardo) Troncato, al 1° di rosso, al leone d'oro, al 2° d'argento, a tre bande d'azzurro (citato in (10)) |
|        | Emerico o Emeric (Nizzardo) Titolo: conti di Saint-Dalmas-le-Sauvage Di rosso, a due palme d'argento, decussate verso la punta, accantonate in capo da una stella, ai fianchi e in punta da tre crocette di Sant'Andrea, il tutto d'oro alias Di rosso, a due palme, decussate verso la punta, accantonate in capo da una stella, ai fianchi e in punta da tre crocette, il tutto d'oro (citato in (10)) |
|        | Emery de Sartoux o Emeri o Emeric Titolo: signori di Cuebris Troncato, di rosso al leone d'oro, nascente, e bandato d'argento e d'azzurro (citato in (10)) |
|        | Emili o Emilei (Verona) Titoli: Nobile, Conte Palatino partito: al 1º d'oro alla mezz'aquila di nero, coronata e membrata di rosso, uscente dalla partizione; al 2º trinciato di oro e di rosso alla banda di argento sulla partizione (citato in (4) – Vol. III pag. 26) mezza aquila bicipite di nero coronata di rosso uscente dalla partizione su oro - banda di argento su trinciato di oro e di rosso (citato in LEOM) |
|        | Emili (Cesena) (la blasonatura non è stata ancora caricata) (citato in BLCW) Immagine in Blasone Cesenate. |
|        | Emiliani (Ferrara) d'azzurro, al destrocherio di carnagione, vestito di rosso, impugnante un ramo di salice fogliato d'oro, accostato ai lati da due stelle dello stesso (citato in (2) – pag. 466 e in DAlena) |
|        | Emiliani (Porto S.Giorgio (Ascoli Piceno), Galveston (Texas), Rapagnano, Montegiorgio, Falerone) d'azzurro alla torre al naturale, aperta di uno e finestrata di due di nero, merlata di 5 pezzi alla guelfa e accompagnata in capo da tre stelle di sei raggi male ordinate d'oro. (citato in (4) – Vol. III pag. 27) torre al naturale uscente dalla punta aperta e finestrata di nero su azzurro - 3 stelle (6 raggi) di oro poste 1,2 in alto su azzurro (citato in LEOM) Lo scudo è accollato all'aquila dell'impero a due teste, sorreggente coi rostri e con gli artigli due bandiere azzurre passate a croce di S. Andrea; timbrato dall'antica corona di patrizio e cimato dall'elmo |
|        | Emiliani (Roma) partito: 1º d'azzurro a tre gigli d'oro posti in palo; 2º d'oro alla croce scorciata di rosso caricata di tre stelle (8) d'argento poste in palo (citato in (4) – Vol. III pag. 28) 3 gigli di oro posti in palo su azzurro - 3 stelle (6 raggi) di argento poste in palo su croce scorciata di rosso su oro (citato in LEOM) |
|        | Emiliani (Abruzzo) D'azzurro alla fascia d'oro accompagnata in punta da tre bande dello stesso e sormontata da un collo di pozzo al naturale; con due spighe di miglio uscenti d'oro (citato in DAlena) |
|        | Emmanuel o Emmanuele o Manuel (Trapani, Palermo, Salemi, Marsala, Naro) Titolo: barone di Culcasi, Mangiadaini, S. Giuseppe, S. Leonardo, Canaletto, Menfici, Merca; marchese di Torretta, Villabianca di rosso, con un leone d'oro tenente colle zampe anteriori una bandiera d'argento caricata da una croce di rosso svolazzante a sinistra, accompagnata dal motto signifer vis et cleméntia, posto in orlo; e la bordura composta di argento e di rosso di 12 pezzi, caricato ciascun pezzo d'argento da un leone di rosso, e ciascun pezzo di rosso da una branca alata d'oro armata di spada d'argento alta in palo Corona di marchese ed elmo posto di fronte con lambrequini volanti di rosso d'argento e d'oro. Lo scudo accollato da 8 bandiere di alleanza: la prima a destra inquartata; nel 1° e 4° d'oro con due bande ondate d'azzurro; nel 2° e 3° d'azzurro, con un'aquila spiegata e coronata d'argento (che è Gaetani): la 2a d'oro con tré pali di nero (che è Alliata): la 3a d'oro a cinque foglie di fico di verde fibrate d'oro poste in croce di s. Andrea (che è Suarez de Figueroa): la 4a scaccheggiata d'argento e di nero, di sei file (che è Seripepoli): la 5a a sinistra d'oro, con tré bande d'azzurro abbassate sotto d'una riga dello stesso, sormontata da un grifo di nero passante con la branca destra erta combattente (che è Grifeo): la 6a d'azzurro, con tré zampe alate di mezzo volo d'oro ordinate 2 e 1, (che è Beccadelli): la 7a d'azzurro, con una fascia d'oro accompagnata da tré stelle dello stesso poste 2 al capo ed 1 in punta, (che è Diana): la 8a di rosso, con un cane levriere rampante d'argento collarinato d'oro (che è Vanni) (citato in (17)) Notizie storiche in Famiglie nobili di Sicilia. |
|        | Emmanueli o Emanuelli (Torino) Titolo: consignori di Villanova Monferrato Di rosso, alla fascia d'argento, carica di un cavallo baio imbrigliato e insellato, al naturale, passante (citato in (10)) |
|        | Emo (Venezia) bandato di rosso e d'argento di 4 pezzi (citato in (2) – pag. 71 e in DAlena) |
|        | Emo Capodilista (Padova, Roma, Battaglia, Fanzolo, Bologna) Titoli: N.U.N.D., Patrizio Veneto, Conte dell'I. A. bandato di rosso e d'argento di 4 pezzi (citato in (4) – Vol. III pag. 28) bandato di rosso e di argento (4 pezzi) (citato in LEOM) |

### En
| Stemma | Casato e blasonatura |
| ------ | --- |
|        | Ender (Fiesole) Troncato: nel 1º d'azzurro, al destrocherio di carnagione vestito di verde, tenente uno stelo di frumento spigato di tre pezzi d'oro, e accompagnato da una stella a otto punte dello stesso, posta nel cantone destro del capo; nel 2º di rosso, a tre bande d'oro (citato in (8)) |
|        | Enea di azzurro al leone di oro attraversato dalla banda d'argento (citato in (4) – Vol. II pag. 497) |
|        | Enfani (Firenze) Di..., alla sbarra di..., accompagnata nel cantone destro del capo da una stella a otto punte di... (citato in (8)) |
|        | Engeleni (Asolo) (la blasonatura non è stata ancora caricata) (citato in DAlena) |
|        | Enna (Oristano) inquartato: al 1º d'oro al monte al naturale ardente di rosso sulla cima; al 2º d'argento alla colomba volante tenente nel becco un ramoscello di olivo, il tutto al naturale; al 3º d'argento al fiore di giacinto al naturale; al 4º di rosso al braccio vestito d'oro, impugnante, colla mano di carnagione una spada d'argento, manicata d'oro, alta, in palo (citato in (4) – Vol. III pag. 29) monte al naturale uscente dalla partizione cimato da - una fiamma di rosso su oro - colomba della pace in volo al naturale su argento - fiore di giacinto al naturale su argento - braccio sinistro uscente da sinistra vestito di oro afferrante con la mano di carnagione una spada di argento guarnita di oro posta in palo su rosso (citato in LEOM) |
|        | Enrici o Henrici (Aosta) D'azzurro, allo scaglione d'argento, accompagnato da tre speronelle d'oro (citato in (10)) |
|        | Enrici o Henrici (Romano Canavese) D'oro, a cinque fasce, una d'azzurro accostata da due di rosso, e queste da due d'argento, cucito (citato in (10)) |
|        | Enrico (Canavese) Titolo: conti di Cesnola, Settimo Vittone; signori di Montestrutto, Nomaglio, Quincinetto; consignori di Baio, Montalto Dora, Tavagnasco D'argento, al capo di rosso, con lettera S di nero, attraversante (citato in (10)) |
|        | Enrielli o Enriello o Henrielli (Casale) Titolo: conti di Coazze, Donnaz D'argento, alla banda di rosso, carica di rombi del campo, appuntati in banda, accompagnata da due castelli, pure di rosso alias D'argento, alla banda di rosso, carica di rombi del campo, appuntati in banda, accompagnati da due torri, pure di rosso, accollati a una pianta di verde Motto: Undique tuta (citato in (10)) |
|        | Enriquez (Napoli) di argento, al leone di rosso armato, lampassato e coronato d'oro del Regno di Leone, mantellato di rosso e caricato di due castelli o maschi di fortezza d'oro torricellati di tre pezzi del medesimo che sono di Castiglia (citato in (2) – pag. 172 e in DAlena) |
|        | Enríquez o Henríquez (Castiglia) Titolo: consignori di Villadeati D'argento, mantellato (ritondato) di rosso, questo carico di due castelli d'oro, aperti d'azzurro, l'argento carico di un leone di rosso alias Partito, al 1° di Enríquez, al 2° d'oro, a tre fasce di verde (Ribera) (citato in (10)) |
|        | Enselisi (Asolo) (la blasonatura non è stata ancora caricata) (citato in DAlena) |
|        | Enzo (Venezia) (FR) Parti d'or et d'azur, à la bande de gueules, brochant sur le parti. (citato in http://www.euraldic.com/lasu/bl/bl_e_nz.html) |

### Ep
| Stemma | Casato e blasonatura |
| ------ | --- |
|        | Epifani (Firenze) Troncato d'azzurro e d'argento, alla testa di moro attraversante di nero, attortigliata d'argento, accompagnata nel cantone destro del capo da una stella a otto punte d'oro (citato in (8)) |
|        | Episcopelli (Cesena) (la blasonatura non è stata ancora caricata) (citato in BLCW) Immagine in Blasone Cesenate.                                                                                               |

### Eq
| Stemma | Casato e blasonatura |
| ------ | --- |
|        | Equando (Venezia) (FR) Tranché d'or sur gueules, à la bande de sinople, brochant sur le tranché. (citato in http://www.euraldic.com/lasu/bl/bl_e_qu.html) |

### Er
| Stemma | Casato e blasonatura |
| ------ | --- |
|        | Era (Salò) troncato nel 1º a una stella cometa a cinque punte, nel 2º a una corona (citato in Piovanelli) |
|        | Erasca (Barge) D'oro, alla banda d'azzurro, accompagnata da due dardi di nero, posti in banda Motto: Ad spem boni (citato in (10)) |
|        | Erasmi (Reggio Emilia, Terni, Portoferraio, Codogné (Treviso), Parigi, America del Sud, Messico) di argento alla banda di rosso, al leone di nero illeopardito sulla banda (citato in (4) – Vol. III pag. 30) banda di rosso su argento - leone passante di nero sulla banda in alto su argento (citato in LEOM) |
|        | Erba Nera (Siena) Troncato d'argento e di nero, la linea di partizione concava nel tratto centrale (citato in (8)) |
|        | Erba Odescalchi (Budapest) castello a 2 torri laterali alla ghibellina di azzurro su argento aperto e finestrato del campo (citato in LEOM) |
|        | Erba Odescalchi (Budapest) castello a 2 torri laterali alla ghibellina di rosso su argento su terrazzo di verde aperto e finestrato del campo - bordura composta di rosso e di argento - capo d'Impero (citato in LEOM) |
|        | Erba Odescalchi (Budapest) castello a 2 torri laterali alla ghibellina di rosso su argento su terrazzo di verde aperto e finestrato del campo - bordura composta di rosso e di argento - capo d'Impero - 4 filetti in fascia di rosso su argento reggenti - leone passante di rosso su argento - 6 lucerne di rosso su argento poste in piramide rovesciata - capo d'Impero (citato in LEOM) |
|        | Erbolotti (Toscana) (DE) 3 konzentrische Ringe (citato in (19)) |
|        | Ercolani (Bologna, Roma, Porretta (Bologna), Bentivoglio (Bologna), Nuoro) palato d'azzurro e d'oro, alla banda pure d'azzurro, caricata di tre corone d'oro poste nel verso della pezza; al capo d'Angiò (citato in (6) – pag. 288 e in (4) - Vol. III pag. 30) 3 corone di oro su banda di azzurro poste nel senso della banda su - palato di azzurro e di oro - capo d'Angiò (citato in LEOM) |
|        | Ercolani (Firenze) palo di oro su partito di argento e di rosso - pesce al naturale afferrante serpente in palo ondeggiante di verde su argento - leone rampante di oro su monte a 6 cime di argento su rosso - capo d'Angiò - 3 corone di oro su banda di azzurro su 3 pali di oro su azzurro in alto (citato in LEOM) |
|        | Ercolani (Livorno) D'azzurro, all'albero di palma al naturale, nodrito sul terreno dello stesso, caricato nella chioma di una crocetta di rosso e accostato da due ancore al naturale, appoggiate e legate al tronco; il tutto in mezzo a due piante di verde, nodrite sul terreno medesimo e fiorite di un pezzo di rosso (citato in (8)) |
|        | Ercolani Onesti (Firenze, Pescia) Troncato: nel 1º d'azzurro, a tre pali d'oro e alla banda attraversante del primo, caricata di tre corone chiuse del secondo, poste nel senso della pezza, e al capo cucito d'Angiò; nel 2º partito: a/ d'argento, al pesce rivolto in fascia d'azzurro, addentante un serpente guizzante in palo di verde, b/ di rosso, al leone d'oro sostenuto da un monte di sei cime d'argento e tenente con la branca anteriore destra una pina d'oro, e al filetto in palo d'oro, passato sulla partizione (citato in (8)) |
|        | Erizzi (Pisa) Troncato ondato d'argento e di rosso, al capo del secondo (citato in (8)) |
|        | Erizzo (Venezia) D'azzurro, alla banda d'oro, caricata in alto da un porco spino, e in basso da un E alla gotica d'argento. (citato in G.B. di Crollalanza, vol. I, p. 378) (Immagine nella Raccolta stemmi Trippini (JPG).) |
|        | Ermenzoni (Cremona) d'argento, a tre elmi di rosso cancellati e posti di profilo, 2 e 1. I primi due affrontati (citato in BLCR) Immagine in Blasonario Cremonese (archiviato dall'url originale il 7 aprile 2014). alias d'argento, a tre elmi di rosso cancellati posti di profilo, 2 e 1 (citato in BLCR) Immagine in Blasonario Cremonese (archiviato dall'url originale il 7 aprile 2014). |
|        | Ermini (Firenze) D'azzurro, alla banda diminuita di rosso, accostata da quattro stelle a otto punte d'oro, 2.2 (citato in (8)) |
|        | Ermo (Toscana) D'azzurro, al pellicano colla sua pietà d'oro; al capo di rosso caricato di 3 plinti d'argento (citato in (2) – pag. 416 e in DAlena) |
|        | Eroli (Narni - Roma) troncato di rosso e d'argento con tre foglie d'edera di verde, due nell'uno ed una nell'altro. (citato in (2) e (3)) |
|        | Eroli (Narni) troncato: di argento e di rosso a tre foglie di edera di verde (2-1) (citato in (4) – Vol. III pag. 31 e in DAlena) 3 foglie di edera di verde poste 2,1 su troncato di argento e di rosso (citato in LEOM) |
|        | Errante (Palermo, Roma, Milano, Polizzi) Titolo: barone di Vanella, nobile dei baroni di azzurro all'aquila spiegata di nero (citato in (4) – Vol. III pag. 31, in (11) e in Mango) aquila di nero su azzurro (citato in LEOM) |
|        | Errante (Palermo, Roma, Milano) partito: di azzurro, all'aquila spiegata di nero e di rosso a due bande di oro (citato in (4) – Vol. III pag. 31) aquila di nero sull'azzurro del partito di azzurro e di rosso - 2 bande di oro sul rosso (citato in LEOM) |
|        | Erri (Firenze) Di..., al palo di vaio accompagnato a destra da due branche di leone decussate di..., e a sinistra da una lettera R maiuscola di... (citato in (8)) |
|        | Eruli (Cesena) (la blasonatura non è stata ancora caricata) (citato in BLCW) Immagine in Blasone Cesenate. |

### Es
| Stemma | Casato e blasonatura |
| ------ | --- |
|        | Escanu (Sardegna) D'azzurro, al mastio torricellato di tre torri e con una scala per accedervi, il tutto d'argento; il mastio aperto e finestrato di nero, sostenuto da due leoni d'oro, affrontati e controrampanti, e accostato inoltre da quattro rami di palma di verde, due per parte. (citato in G.B. di Crollalanza, vol. I, p. 378) |
|        | Escarconi o Escarchoni (Sardegna) Fico (citato in DAlena) Inquartato: nel 1° d'oro, al cardo fiorito e fogliato, nodrito sulla pianura erbosa con la rugiada discendente dall'alto sul medesimo, il tutto al naturale; nel 2° d'oro, alla coscia umana di carnagione; nel 3° d'azzurro, al fico nodrito sulla pianura erbosa, colla rugiada cadente, il tutto al naturale come nel primo punto; nel 4° d'oro, all'alano al naturale corrente sulla pianura di verde. (Citato in G.B. di Crollalanza, vol. I, p. 378) |
|        | Eschero o Eschiero (Palermo) Titolo: signore di Sciammacca; barone di azzurro, alla pianta di rosa, sradicata di oro, fiorita di sei pezzi di rosso (citato in (4) – Vol. III pag. 33, in Mango e in (17)) d'azzurro, con pianta d'oro fiorata di rosso (citato in (17)) pianta di rosa sradicata di oro fiorita di 6 pezzi di rosso su azzurro (citato in LEOM) Corona di barone Notizie storiche in Famiglie nobili di Sicilia. Ulteriori notizie storiche in Famiglie nobili di Sicilia. |
|        | Eschini (Firenze) Di…, alla banda di…, caricata di tre stelle a otto punte di… e sormontata da tre gigli di…, ordinati nel senso della pezza (citato in (8)) |
|        | Escoffier o Excoffier o Scoffier (Nizza) Titolo: signori di Boione D'azzurro, alla fascia, accompagnata in capo da tre gigli, ordinati in fascia, il tutto d'oro, in punta da un cuore di rosso, cucito (citato in (10)) |
|        | Escoffier o Excoffier o Scoffier (Nizza) Titolo: signori di Lessolo D'azzurro, allo scaglione accompagnato da tre covoni, il tutto d'oro; con il capo del campo, sostenuto d'oro, carico di tre stelle d'argento, male ordinate alias D'argento al decusse (d'azzurro), accompagnato in capo e punta da due gigli, dello stesso, ai fianchi da due rose di rosso (citato in (10)) |
|        | Escoffier o Scoffier o Scofferi (Nizza) Titolo: conti di Castellar D'azzurro, allo scaglione accompagnato da tre covoni, il tutto d'oro; con il capo del campo, sostenuto d'oro, carico di tre stelle d'argento, male ordinate (citato in (10)) |
|        | Espano (Siniscola) d'azzurro, al sinistrocherio vestito d'argento movente dal fianco destro, impugnante colla mano di carnagione un ramo di cedro fruttato d'un pezzo, il tutto al naturale (citato in (2) – pag. 120 e in DAlena) |
|        | Espano (Milis) D'azzurro al leone illeopardito d'oro, passante in banda fra 2 bande in divisa dello stesso (citato in DAlena) |
|        | Esperti (Molfetta) Titolo: nobili d'azzurro al cervo d'oro alle tre cime del monte di verde (citato in DAlena e in (11)) cervo di oro rampante sul monte centrale di 3 monti al naturale di verde uscenti dalla punta su azzurro (citato in LEOM) |
|        | Esperti (Molfetta) d'azzurro, a 3 monti di verde, quello di destra più alto e quello di sinistra più basso, sostenenti un cervo al naturale (citato in ) |
|        | Espinassi Moratti (Pisa, Firenze) d'azzurro al leone d'oro passante sopra una grande sfera di rosso, uscente dalla punta, caricata d'una sbarra di oro; il leone sostenente con la zampa anteriore sinistra una testa di moro al naturale, attortigliata e con le campanelle d'argento; il tutto sormontato da due mezze lune affrontate d'argento, sormontate essere pure da una stella di 8 raggi d'oro (citato in (4) – Vol. III pag. 33) leone passante di oro sostenente con la zampa anteriore sinistra una - testa di moro al naturale attorcigliata di oro posto su - sfera di rosso uscente dalla punta caricata da una sbarra di oro su azzurro - 2 lune affrontate di argento - stella (8 raggi) di oro in alto tutto su azzurro (citato in LEOM) |
|        | Espinassi Moratti (Fiesole) D'azzurro, al leone leopardito d'oro, passante sulla campagna di rosso caricata di una sbarra d'oro, e tenente sulla branca anteriore sinistra una testa di moro al naturale, attortigliata d'argento a tre martelli di nero; il tutto accompagnato in capo da una stella a otto punte d'oro, posta in mezzo a due crescenti affrontati d'argento alias D'azzurro, al leone leopardito d'oro, passante sulla campagna di rosso caricata di una sbarra d'oro, e tenente sulla branca anteriore sinistra una testa di moro al naturale, attortigliata d'argento a tre martelli di nero; il tutto accompagnato in capo da una stella a sei punte d'oro, posta in mezzo a due crescenti affrontati d'argento (citato in (8))         |
|        | Espinosa (Sicilia) d'azzurro, con un leone d'oro rampante contra un ramo di spine al naturale (citato in (17)) Notizie storiche in Famiglie nobili di Sicilia. |
|        | Espluca (Messina) D'azzurro, a tre fasce d'oro (citato in Mango e in G.B. di Crollalanza, vol. I, p. 378) |
|        | Essenavy (Fiandra) Di nero a 3 losanghe d'oro forate del campo (citato in DAlena) |
|        | Este (Piemonte) Titolo: marchesi di Borgomanero, Châtelard, Dronero, Lanzo e Groscavallo; conti di Crevacuore, Ormea; signori di Carignano, Lucento, Pamparato, Villareggia; consignori di Cavoretto, Ceva, Priola Inquartato, al 1º e 4º d'argento, all'aquila bicipite imperiale di nero, al 2º e 3º di Francia (d'azzurro a tre fiordalisi d'oro), con la bordatura indentata di rosso e di argento; sul tutto d'Este (d'azzurro all'aquila d'argento, rostrata, membrata e coronata d'oro), carica in petto di uno scudetto di Savoia moderna alias D'azzurro all'aquila d'argento, coronata e membrata d'oro (citato in (10)) |
|        | Estense Tassoni (Salò (Brescia), Milano) inquartato: di Este che è di azzurro all'aquila d'argento coronata, rostrata e membrata d'oro, linguata di rosso; e di Tassoni che è d'oro al tasso al naturale rampante. La partizione di troncatura carica di un filetto d'argento, piegata a quattro merli verso il capo; sul tutto di Francia, cioè d'azzurro a tre gigli d'oro, colla bordura dentata d'oro e di rosso Cimiero: l'aquila di nero, bicipite, nascente, coronata all'imperiale (citato in (4) – Vol. III pag. 33) |
|        | Estensi o Este (Ferrara) (arma del 1239) d'azzurro, all'aquila spiegata d'argento, membrata, imbeccata e coronata d'oro (citato in CROL – pag. 43 e in (4) - Vol. III pag. 33) |
|        | Este d'azzurro all'aquila d'argento col volo abbassato, membrata, rostrata e coronata d'oro (citato in (4) – Vol. II pag. 241) |
|        | Estense Tassoni (Salò, Milano) 3 gigli di oro posti 2,1 su scudetto di azzurro con bordura dentata di oro e di rosso su - filetto in fascia a forma di merlato alla guelfa di argento su inquartato di azzurro e di oro - aquila di argento coronata membrata e rostrata di oro su azzurro (Este) - tasso rampante al naturale su oro (citato in LEOM) |
|        | Estensi o Este (Ferrara) (arma del 1535) Inquartato; nel 1º e 4º dell'Impero, o d'oro, all'aquila dell'Impero; nel 2º e 3º d'azzurro, a tre gigli d'oro, colla bordura inchiavata d'oro e di rosso, per Ferrara antica; l'inquartatura divisa da un palo di rosso, caricato di due chiavi pontificie, una d'oro e l'altra d'argento, legate d'azzurro e poste in croce di S. Andrea, sormontata da una tiara d'oro; sul tutto d'azzurro, all'aquila spiegata d'argento, imbeccata, membrata e coronata d'oro, ch'è d'Este (citato in CROL – pag. 48) |
|        | Esterasi (Sicilia) Inquartato: nel 1° d'azzurro, con un leone d'oro coronato; nel 2° d'azzurro, un'aquila spiegata d'oro accompagnata da tré gigli d'argento ordinati uno in capo e due in punta; nel 3° d'azzurro, con due sbarre d'oro accompagnate da due stelle dello stesso; nel 4° d'azzurro, con albero al naturale (citato in (17)) Notizie storiche in Famiglie nobili di Sicilia. |
|        | Esterhazy D'azzurro, al grifo, coronato e movente dalla corona a tre fioroni posta nella punta, il tutto d'oro, e impugnante con la zampa destra una scimitarra d'argento manicata d'oro, posta in sbarra, e con la sinistra tr erose al naturale appuntate in ventaglio (citato in CROL – pag. 46) |
|        | Estremola (Palermo) Titolo: nobili; barone di S. Sebastiano Di azzurro, alla fenice di argento posta sulla sua immortalità di rosso (citato in (4) – Vol. III pag. 35, in (11) e in Mango) fenice di argento sulla sua immortalità di rosso su azzurro (citato in LEOM) alias d'azzurro, con un'aquila d'argento nascente da un mare dello stesso (citato in (17)) Motto: Post fata resurgo Corona di barone Notizie storiche in Famiglie nobili di Sicilia. Ulteriori notizie storiche in Famiglie nobili di Sicilia. |

### Et
| Stemma | Casato e blasonatura                                                                                        |
| ------ | --- |
|        | Eterni (Cesena) (la blasonatura non è stata ancora caricata) (citato in BLCW) Immagine in Blasone Cesenate. |
|        | Ettore (Cesena) (la blasonatura non è stata ancora caricata) (citato in BLCW) Immagine in Blasone Cesenate. |

### Eu
| Stemma | Casato e blasonatura |
| ------ | --- |
|        | Euffreducci (Fermo) D'azzurro, alla testa di leopardo al naturale, dalla cui bocca escono tre ramoscelli fogliati di due pezzi di verde, ciascuno fiorito d'argento bottonato di rosso (Immagine nella Raccolta stemmi Trippini (JPG).) testa di leone in maestà di oro dalle cui fauci escono 3 garofani di argento bottonati di rosso stelati e fogliati di verde tutto su azzurro (citato in LEOM) |
|        | Eugenio (Abruzzo) Spaccato da una fascia d'azzurro caricata da tre stelle d'argento; nel 1° d'argento all'aquila coronata uscente di nero; nel 2° inquartato in croce di S.Andrea d'oro e di verde (citato in DAlena) |
|        | Eusebio (Sospello) Di rosso, alla fascia d'oro, carica di tre stelle d'azzurro, accompagnata in capo da un cinquefoglie, in punta da un uccello, il tutto d'oro (citato in (10)) |
|        | Eustachi (Roma) (la blasonatura non è stata ancora caricata) (Immagine nell' Archivio Storico Capitolino (PDF) (archiviato dall'url originale il 4 marzo 2016).) |
|        | Eustachi (Cesena) (la blasonatura non è stata ancora caricata) (citato in BLCW) Immagine in Blasone Cesenate. |

### Ev
| Stemma | Casato e blasonatura |
| ------ | --- |
|        | Evangelista (Tolentino, Cassano d'Adda) d'argento allo scaglione di azzurro accompagnato in capo da tre rose di rosso male ordinate, e in punta da un monte di tre cime di azzurro, ristretto (citato in (4) – Vol. III pag. 35) scaglione di azzurro su argento - 3 rose di rosso poste 1,2 in alto su argento - monte a 3 cime di azzurro in basso su argento (citato in LEOM) |
|        | Evangelisti (Cesena) (la blasonatura non è stata ancora caricata) (citato in BLCW) Immagine in Blasone Cesenate. |
|        | Evenes di rosso, al capo d'argento (FR) De gueules, au chef d'argent (citato in (5) – Foglio 67v (archiviato dall'url originale il 7 gennaio 2010).) |

### Ey
| Stemma | Casato e blasonatura |
| ------ | --- |
|        | Eynard Lullin (Firenze) Inquartato: nel 1º e 4º d'argento, al leone di rosso, coronato d'oro; nel 2º e 3º di rosso, al castello turrito di due pezzi al naturale, accompagnato in punta da un crescente montante d'argento (citato in (8)) |
|        | Eyrl (Bolzano) Titolo: Barone dell'I. A. di Waldgriess e Liebeneich inquartato: nel 1º e 4º d'azzurro al fronte di toro con orecchie e corna, sulle quali sono infisse sei penne di struzzo, tre per parte, il tutto d'oro; nel 2º e 3º di nero alla scala di campagna formata da un palo a cinque piuoli che l'attraversano e piantata su un monte di tre cime, il tutto di oro. Sul tutto uno scudetto di rosso carico di tre uova d'argento, male ordinate (citato in (4) – Vol. III pag. 36) 3 uova coricate di argento poste 1,2 su scudetto di rosso su - fronte di toro con orecchie e corna sulle quali sono infisse 6 penne di struzzo 3 per parte tutto di oro su azzurro - monte a 3 cime di oro uscente dalla partizione cimato da - scala di campagna dello stesso su nero (citato in LEOM) Cimieri: a destra: le corna dello scudo, d'oro, sulle quali sono infisse otto penne di struzzo quattro per parte; a sinistra un semivolo di nero, carico della scala dello scudo Sostegno: a destra, un leone troncato d'azzurro e di nero, alla fascia d'argento, lampassato di rosso con la testa rivolta all'infuori |

### Ez
| Stemma | Casato e blasonatura |
| ------ | --- |
|        | Ezemi (Torino) D'argento, alla torre di rosso, sostenente una torricella dello stesso, accostata a destra da un leone e a sinistra da una lupa, d'azzurro (citato in (10)) |